# Money and Celebrity
Albums de The Subways
All or Nothing
(2008) The Subways
(2015)
Singles
1. We Don't Need Money to Have a Good Time
Sortie : 11 septembre 2011
2. It's a Party
Sortie : 2 janvier 2012
3. Kiss Kiss Bang Bang
Sortie : 7 mai 2012

Money and Celebrity est le troisième album du groupe anglais de rock indépendant The Subways, publié le 18 septembre 2011.
Trois singles sont extraits de l'album : We Don't Need Money to Have a Good Time, qui a atteint la 17e place des charts albums au Royaume-Uni, It's a Party et Kiss Kiss Bang Bang.

## Liste des chansons
Toute la musique est composée par Billy Lunn.
| No  | Titre                                   | Durée |
| --- | --------------------------------------- | ----- |
| 1.  | It's a Party!                           | 3:26  |
| 2.  | We Don't Need Money to Have a Good Time | 3:13  |
| 3.  | Celebrity                               | 3:24  |
| 4.  | I Wanna Dance with You                  | 3:04  |
| 5.  | Popdeath                                | 3:23  |
| 6.  | Like I Love You                         | 2:52  |
| 7.  | Money                                   | 3:37  |
| 8.  | Kiss Kiss Bang Bang                     | 3:01  |
| 9.  | Down Our Street                         | 2:44  |
| 10. | Rumour                                  | 3:10  |
| 11. | Friday                                  | 2:42  |
| 12. | Leave My Side                           | 3:09  |

## Charts
| Chart (2008)         | Position |
| -------------------- | -------- |
| UK Albums Chart      | 43       |
| Germany Albums Chart | 16       |